# Didymoplexis pachystomoides
Didymoplexis pachystomoides är en orkidéart som först beskrevs av Ferdinand von Mueller, och fick sitt nu gällande namn av Leslie Andrew Garay och Walter Kittredge. Didymoplexis pachystomoides ingår i släktet Didymoplexis och familjen orkidéer.
Artens utbredningsområde är Queensland. Inga underarter finns listade i Catalogue of Life.